# سیلوا باتوتا
سیلوا باتوتا (به پرتغالی: Wálter Machado da Silva) بازیکن فوتبال اهل برزیل است که در شهر برزیل و در تاریخ ۲ ژانویهٔ ۱۹۴۰ به دنیا آمده‌است.
سیلوا باتوتا در تیم‌های فوتبال سائوپائولو سابقهٔ حضور دارد.